# Монсеньйор

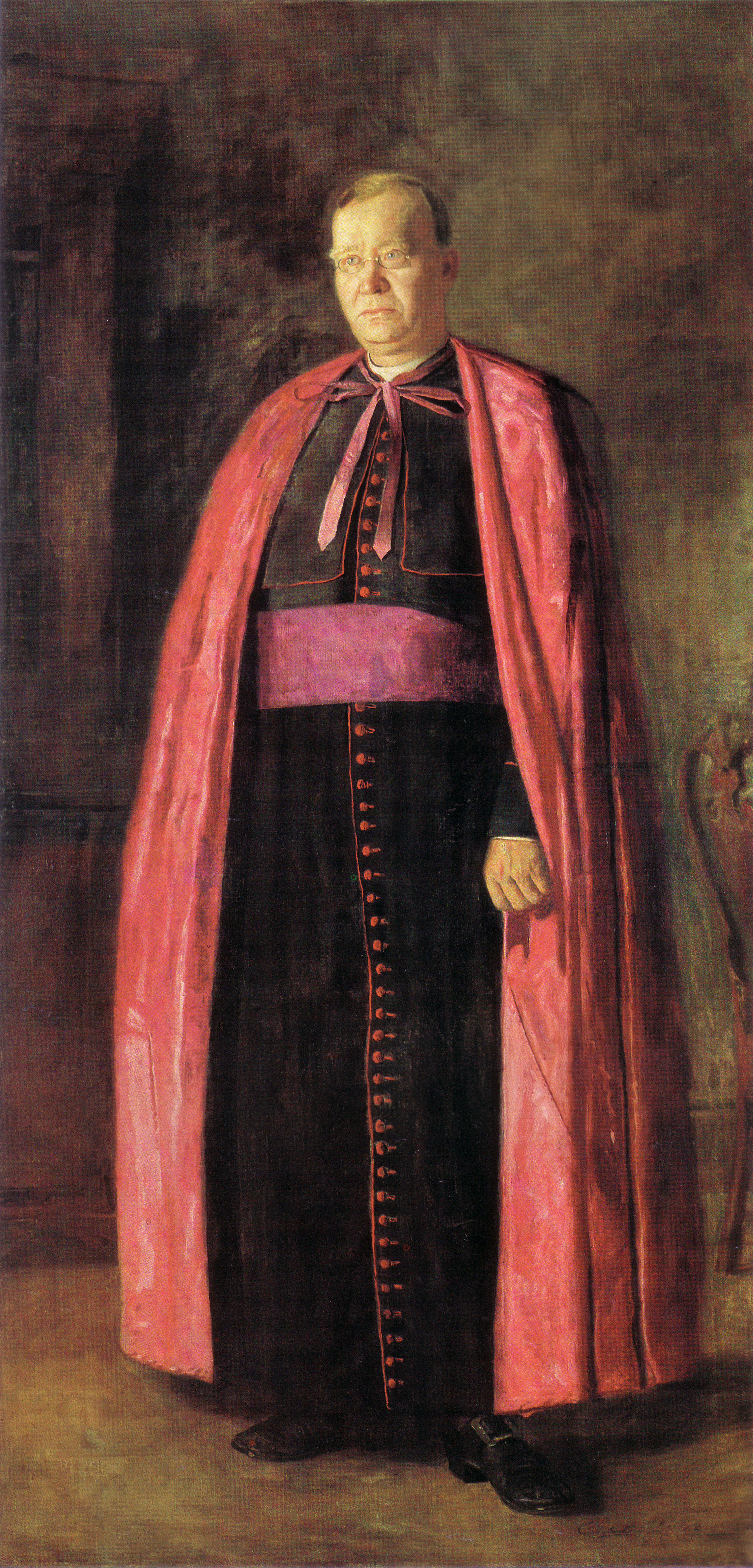
худ. Томас Ікінс. Портрет монсеньйора Джеймса Ф. Лафлін.

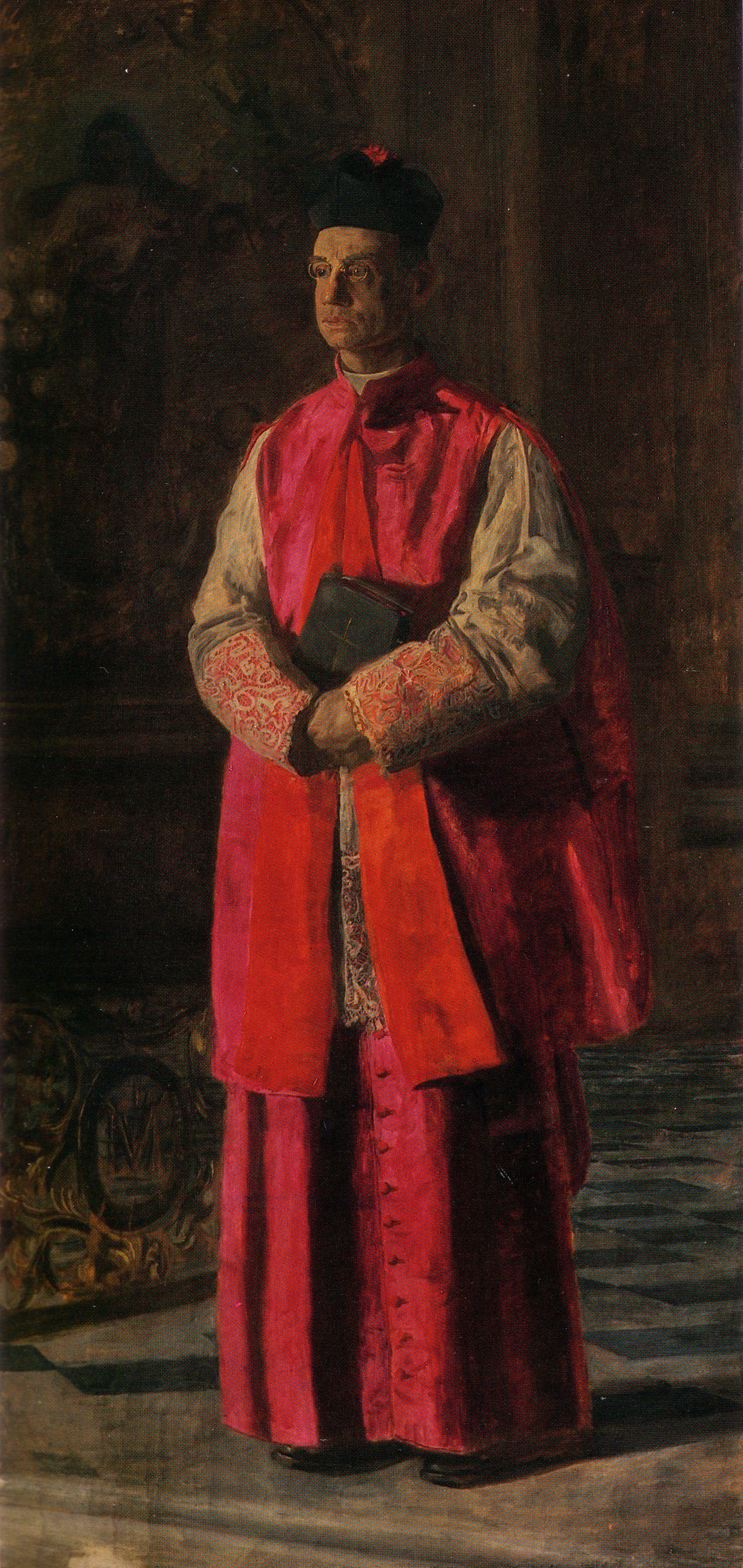
худ. Томас Ікінс. Портрет монсеньйора Джеймса П. Тернера.

Монсеньйо́р (італ. monsignore, фр. Monseigneur) — один із найвищих католицьких титулів. Монсеньйорами звуть тих членів духовенства католицької церкви, яким надані певні почесні церковні титули. Монсеньйор — форма апокопи, означає «мій пан».

## Титул та форми звернення
Спочатку термін монсеньйор існував як титул дофінів (спадкоємців престолу) Франції і ймовірних спадкоємців престолу та увійшов до вжитку при папському дворі під час Авіньйонського полону Пап для титулування кардиналів. Згодом вживався по відношенню до патріархів, єпископів і митрофорних ієреїв, в той час як за кардиналами було закріплено у 1630 Папою Урбаном VIII титулування Його Високопреосвященство (Eminenza).
Як форма звертання «монсеньйор» не має самостійного призначення, тобто сказати «вчинено монсеньйором» або «монсеньйор парафії» не можна. Титул пов'язаний з трьома нагородами чи посадами — апостольський протонотар, почесний прелат Його Святості й капелан Його Святості. Ці звання надаються виключно Папою Римським, зазвичай на прохання місцевого єпископа.

## Умови надання титулу
Державний секретаріат Ватикану встановив мінімальні вимоги для віку і священства:
- для призначення капеланів Його Святості — 35 років і 10 років священства,
- для почесних прелатів Його Святості — 45 років і 15 років священства,
- для позаштатних апостольських протонотарів — 55 років і 20 років священства.

## Церковний одяг
У 1969 році розпорядженням Державний секретаріат Ватикану було спрощено одягання монсеньйорів:
- Капелани Його Святості використовують чорну сутану з фіолетовою окантовкою з фіолетовим поясом на всі випадки життя.
- Почесні прелати Його Святості використовують чорну сутану з червоною окантовкою з фіолетовим поясом на всі випадки життя. Червону окантовку того ж відтінку, що і єпископи. Вони можуть використовувати фіолетові сутани їх хорового одягу для особливо урочистої літургійної події.
- Позаштатні апостольські протонотарі одягаються так само, як Почесні прелати Його Святості. Як додатковий привілей, вони можуть також використовувати фіолетове феррайоло, шовковий плащ, який носиться з чорною сутаною з червоною окантовкою для особливо урочистої не-літургійної події (наприклад, випускний та церемонія вручення дипломів).
- Апостольські протонотарі de numero й інші найвищі ієрархи Римської курії, які не є єпископами, мають той же одяг, що й інші апостольські протонотарі, але можуть носити мантелетту на хорі й чорну біретту з червоним помпоном. Це особливий елемент їхнього одягу, тому їх ще називають prelati di mantelletta (прелати мантелетти).